# Монетная башня (Флоренция)
Торре делла Дзекка, или Монетная башня (итал. Torre della Zecca) — памятник архитектуры, часть древней крепостной стены во Флоренции. На ней завершалась крепостная стена на востоке города. Ныне находится посередине транспортной развязки городской кольцевой дороги на площади Пьяве, рядом с районом Лунгарно-делла-Дзекка-Веккья.
Башню построили для защиты Королевского моста, возведенного в годы, предшествовавшие катастрофическому наводнению 1333 года и названного так в честь Роберта I, короля Неаполитанского. Кроме того, башня служила обороне городских стен. В отличие от двойной башни Святого Николая на другой стороне реки Арно, Монетная башня всегда была слепой, без ворот. Между двумя башнями находилась плотина Святого Николая, преграждавшая путь вражеским судам.
В 1532 году башня была обезглавлена по проекту Антонио да Сангалло-младшего и превращена в бастион Старой крепости или «бастион Монджибелло». Этот проект был заказан Алессандро Медичи, чтобы улучшить оборону города после осады Флоренции.
В Монетной башне некоторое время размещалась мастерская Монетного двора, где впервые отчеканили флорины Флорентийской республики. Молотки, чеканившие монеты, приводились в движение посредством потока воды, который запускал специальный механизм. Для работы молотки должны были находиться на достаточно низком уровне и близко к воде, поэтому они механизм находился в подвале башни, где всегда было много воды, доставлявшейся в полном объеме с плотины Святого Николая.
К концу XVIII века Гаспаре Паолетти построил сложную систему водоснабжения, в которой вода из реки Арно доставлялась на вершину башни, а затем по трубе на крепостной стене поступала в фонтаны в садах на вилле Ла-Маттонайя.
В ходе расширения Флоренции по проекту Джузеппе Подджи Монетная башня была выделена из стены и оказалась посреди городской кольцевой дороги. В 1901 году она вошла в список Генерального директората по древностям и изобразительным искусствам, как монументальное здание и получила статус национального художественного наследия.

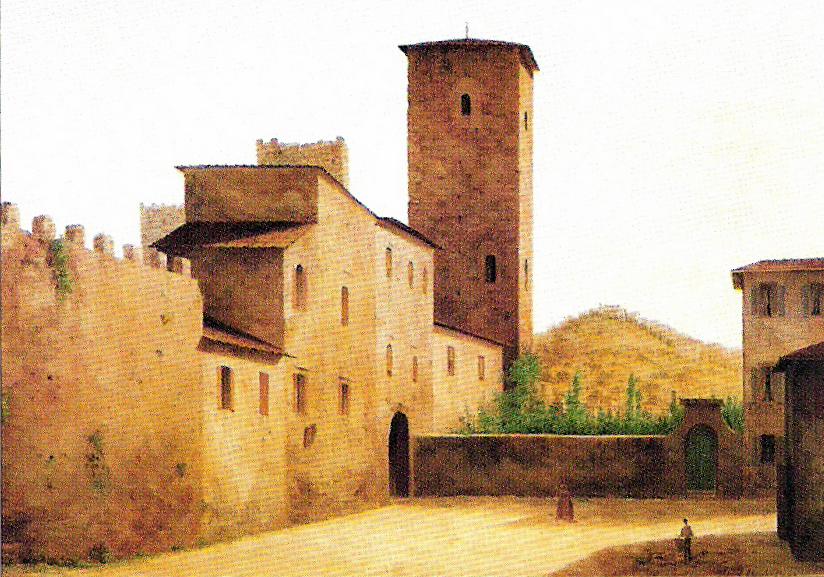
Фабио Борботтони. «Монетная башня во Флоренции» (XIX).

Внешне башня представляет собой основательное и простое здание, с несколькими маленькими окнами-щелями. На стороне, обращённой к городу, находится железный знаменосец. На стороне, обращённой к Арно прикреплена мемориальная доска со стихами Данте, посвященными этой реке.
На верхнем этаже есть терраса, откуда открывается прекрасная панорама. Подняться на террасу можно только по узкой каменной лестнице.
Внутри башни находятся сводчатые комнаты для караула. В подземной части есть несколько ходов в узкие коридоры канализации, также покрытые сводами. Некоторые из них ныне затоплены и законсервированы. По преданию они ведут на другой берег реки.